# Sortir ce soir (Best of Live)
Albums de Étienne Daho
Réévolution
(2003) L'Invitation
(2007)
Sortir ce soir est, comme son sous-titre l'indique, une compilation de titres live d'Étienne Daho. Ce disque contient des titres de différentes tournées : Réévolution Tour (2004), Tour De l'Eté Sans Fin (2001) et Kaleidoscope Tour (1998).
Un single en a été extrait :  Sortir Ce Soir, dans une version studio différente de l'originale (datant de 1981) ; le titre a été réenregistré en 2005.
L'album sera disque d'or en 2005.

## Titres de l'album
1. Des Attractions Desastres - 3:06
2. Le Grand Sommeil - 3:13
3. Des Heures Hindoues - 3:21
4. Comme Un Boomerang - 2:56
5. Sortir Ce Soir - 4:10
6. Le Brasier - 4:07
7. Retour À Toi - 3:31
8. Comme Un Igloo - 3:43
9. Tombé Pour La France - 3:27
10. Soudain - 3:21
11. Le Premier Jour (Remix) - 3:55
12. Saudade - 3:13
13. Mon Manège À Moi - 3:54
14. Bleu Comme Toi - 3:16
15. Epaule Tatoo - 4:31
16. Ouverture - 4:18
17. Duel Au Soleil - 4:02
18. Week-end À Rome - 4:27
19. Sortir Ce Soir (nouvelle version) - 3:24